# 天主教聖赫勒拿、阿森松暨特里斯坦-達庫尼亞自治傳教區
天主教聖赫勒拿、阿森松暨特里斯坦-達庫尼亞自治傳教區（拉丁語：Missio sui iuris Sanctae Helenae, Ascensionis et Tristanensis）是羅馬天主教一個位於南大西洋的自治傳教區。
1986年8月18日成立，範圍包括英屬聖赫勒拿島、阿森松島和特里斯坦-達庫尼亞群島。2010年有教友100人，有三個堂區。傳教區負責神長由福克蘭群島宗座監牧兼任，現任為彌額爾·伯爾納鐸·麥克帕蘭（ Michael Bernard McPartland）。 